# John Hedigan
John Hedigan (* 14. Oktober 1948 in Dublin, Irland) ist ein ehemaliger irischer Richter und früherer Rechtsanwalt (Barrister). 

## Biografie
Hedigan studierte Rechtswissenschaften am Trinity College Dublin und wurde am King’s Inns zum Barrister (Prozessanwalt) ausgebildet und schließlich 1976 zugelassen. 1990 wurde er Senior Counsel.

## Richterkarriere
Hedigan wurde 1992 zum Vorsitzenden Richter am Civil Service Disciplinary Appeals Tribunal ernannt. Dieses Amt behielt er bis 1994. 1998 erfolgte die Ernennung zum Richter am Europäischen Gerichtshof für Menschenrechte. Dieses Richteramt hielt er bis 2008 und wurde anschließend Richter am High Court. Im Juli 2016 folgte die Ernennung zum Richter am Court of Appeal. 
Im Oktober 2018 trat er wegen Erreichens der gesetzlichen Altersgrenze in den Ruhestand. Er nahm sodann den Vorsitz im Irish Banking Culture Board an.